# الدوري السوري الممتاز 2011–12
الدوري السوري 2011–12 هو الموسم 41 من الدوري السوري. أقيم خلال الفترة 9 نوفمبر 2011 وحتى 27 مايو 2012، وأشرف على تنظيمه الاتحاد العربي السوري لكرة القدم، وكان عدد الأندية المشاركة فيه 16، وفاز فيه نادي الشرطة السوري.